# Sennfeld
Sennfeld là một đô thị trong huyện Schweinfurt bang Bayern, Đức.